# 3-тя армія (СРСР)

3-тя армія в ході Польської кампанії. 1939

Дії 3-ї армії під час окупації Прибалтики. Червень 1940

Розташування військ перед початком війни. 3-тя армія. 1941

Карта ведення боїв 3-тю армією в районі Гродно

Командувач 3-ї армії генерал-лейтенант Кузнецов В. І.

Командувач 3-ї армії генерал-майор Крейзер Я. Г.

Командувач 3-ї армії генерал-лейтенант Пшенников П. С.

Командувач 3-ї армії генерал-майор Жмаченко П. Ф.

Командувач 3-ї армії генерал-лейтенант Корзун П. П.

Командувач 3-ї армії генерал-полковник Горбатов О. В.

Тре́тя а́рмія (3 А) — загальновійськова армія в складі Збройних сил СРСР під час Вторгнення СРСР до Польщі в 1939 році, німецько-радянської війни та складова частина окупаційних військ радянської армії в післявоєнний час на території Німеччини в складі ГРВН.

## Перше формування

### Вторгнення СРСР до Польщі
3-тя армія сформована 15 вересня 1939 у складі Білоруського особливого військового округу шляхом перейменування Вітебської армійської групи військ, створеної наказом Народного Комісара оборони СРСР № 0151 від 26 липня 1938 року на базі управління 4-го стрілецького корпусу.
Брала участь у Вторгненні СРСР до Польщі.
9 вересня 1939 відповідно до наказу № 16633 Військової Раді Білоруського особливого військового округу командувач армії (Вітебської армійської групи військ) отримав завдання «до кінця 11 вересня 1939 приховано зосередитися та бути готовими до рішучого наступу з метою блискавичним ударом розгромити польські війська, що протистояли».
3-тя армія повинна була, «відкидаючи війська противника, що протистоять, від латвійського кордону, діяти в загальному напряму на Свенцяни», яким належало оволодіти до кінця другого дня наступу. Надалі армія повинна була просуватися у напрямку на Вільнюс.
Головний удар наносився правим крилом армії, де були зосереджені війська 4-го стрілецького корпусу та рухома група в складі 24-ї кавалерійської дивізії та 22-ї танкової бригади під загальним командуванням командира 24-ї дивізії комбрига П. Ахлюстіна.
О 05.00 17 вересня 1939 передові загони Червоної армії, перетнувши радянсько-польський кордон при підтримці підрозділів прикордонників знищили польські прикордонні застави та розпочали просування вглиб країни. У ході прикордонних боїв були вбити 21 та взяти в полон 102 польських прикордонника. Втрати радянських військ склали: 3 чоловіка вбиті, 24 поранені та 12 солдатів потонуло.
Отримавши о 22 годині у Свенцянах наказ на захват Вільно, Ахлюстін створив рухому групу з 10-го танкового полку 25-ї танкової бригади і розвідувального батальйону 27-ї стрілецької дивізії під командуванням полковника Ломако, яка о 00.30 19 вересня виступила зі Свенцян. За ними декілька пізніше вирушила мотогрупа в складі 700 спішених і посаджених на автомашини кавалеристів 24-ї кавдивізії. Тим часом група Ломако о 2.30 досягла Подбродзе, де роззброїла 40 польських солдатів, що спали на вокзалі, а о 3.30 в селищі Неменчина захопила міст через р. Вілію, заарештувавши 15 поліцейських, що збиралися його підірвати. О 4.30 група досягла північної околиці Вільно.
Тим часом решта частин 3-ї армії до вечора 18 вересня досягли наступних районів. 25-та танкова бригада знаходилася в районі Годуцишек, 27-ма стрілецька дивізія вийшла у район озер Мадель і Нароч, 50-та стрілецька дивізія знаходилася між Поставамі і Мадель, а 24-та кавдивізія зосереджувалася у Свенцяни. На крайньому правому фланзі армії 10-та стрілецька дивізія просувалася на південь від р. Західна Двіна у бік Дрісси.
Надалі з 17 вересня до 20 вересня з'єднання 3-ї армії продовжували вести бойові дії в Східній Польщі, беручи участь у боях за Пліса, Глибоке, Постави, Свенцяни.
20 вересня у взаємодії з 11-ю армією захопили колишню столицю Литви — Вільнюс. Надалі брали участь у наступі на Гродно. Після завершення військової фази операції військові формування армії дислокувалися на території Західної Білорусі. Штаб армії знаходився в Молодечно.

### Командування
- Командувачі:
  - генерал-лейтенант Кузнецов В. І. (15 вересня 1939 (з 23 липня 1938 — командир Вітебської армійської групи військ) — 25 серпня 1941).
- Члени військової ради:
  - дивізійний комісар Маланін Матвій Петрович (23 липня 1938 — 14 серпня 1940);
- Начальники штабів:
  - генерал-майор Кондратьєв Олександр Кіндратійович (23 липня 1938 — 31 липня 1941).

### Бойовий склад
Станом на 17 вересня 1939.:
- 4-й стрілецький корпус (50-та, 27-ма стрілецькі дивізії),
- 5-та стрілецька дивізія,
- 24-та кавалерійська дивізія,
- 22-га танкова бригада,
- 25-та танкова бригада.

До складу армії входили: особовий склад — 121 968 в/сл., танків — 743, гармат та мінометів — 752.
Станом на 2 жовтня 1939:
131 252 в/сл., 884 гармати, 975 танк, 178 бронемашин і 6 612 автомашин.

### Військові операції
- Вторгнення СРСР до Польщі
- Радянська окупація балтійських країн (1940)

## Друге формування (німецько-радянська війна)
Перед початком німецько-радянської війни з'єднання та частини армії дислокувалися в пунктах постійної дислокації в районі Гродно.
З початком війни армія (4-й стрілецький (27-ма, 56-та, 85-та стрілецькі дивізії), 11-й механізований корпус (29-та, 33-тя танкові дивізії, 204-та механізована дивізія, 16-й мотоциклетний полк), 68-й (Гродненський) укріплений район, 7-ма артилерійська бригада ПТО, 152-й, 444-й корпусні артилерійські полки, 16-й окремий зенітний артилерійський дивізіон та інші частини) на правому фланзі Західного фронту вела важкі прикордонні оборонні бої в районах Гродно, Ліда, Новогрудок.
Наприкінці червня 1941 військам противника вдалося прорватися в район Мінська й відрізати війська армії від інших сил фронту. До початку липня особовий склад армії боровся в тилу противника, сковуючи його значні сили. Надалі більша частина військ армії з боями вийшла з оточення, деякі її частини залишилися в тилу противника, де вели партизанські дії.
У ніч на 1 липня рештки управління армією на чолі з командувачем генерал-лейтенантом В. І. Кузнецовим зуміли прорватися в район на сході від Мінська, але тільки 28 липня вони зуміли вийти з оточення північніше Рогачова разом із загоном 204-ї моторизованої дивізії та 274-им стрілецьким полком 24-ї Самаро-Ульяновської Залізної дивізії. У наказі НКО СРСР № 270 від 16 серпня 1941 року мовилося, що
Командувач 3-ю армією генерал-лейтенант Кузнєцов і член Військової ради армійський комісар 2 рангу Бірюков М. І. з боями вивели з оточення 498 озброєних червоноармійців і командирів частин 3-ї армії й організували вихід з оточення 108-ї і 64-ї стрілецьких дивізій.
Після виходу з оточення армія з 5 липня 1941 перебувала в розпорядженні Ставки ВГК, була доукомплектована й 1 серпня включена до складу Центрального фронту. Командувачем армією залишили В. І. Кузнецова, начальником штабу призначили генерал-майора О. С. Жидова; штаб розташувався в районі на захід Калинковичей. Армії передали в підпорядкування 66-й стрілецький корпус, Мозирський укріпрайон, а також 75-ту стрілецьку дивізію.
У другій половині серпня 1941 року Центральний фронт був розгромлений і розформований. 3-тя армія змушена була залишити Мозир. З 25 серпня її війська були передані до складу 21-ї армії Брянського фронту, а штаб її був переміщений в стик 50-й і 13-й армій з підпорядкуванням штабу Брянського фронту. Командувачем армією був призначений генерал-майор Я. Г. Крейзер. Пізніше армія була укомплектована за рахунок військ 13-ї і 50-ї армій фронту. Брала участь у Смоленській битві (10 липня— 10 вересня), Орловсько-Брянській оборонній операції (30 вересня — 23 жовтня).
У листопаді 1941 її з'єднання й частини в складі Південно-Західного фронту (з 11 листопада) продовжували вести оборонні бої й до 5 грудня відійшли на рубіж східніше Богородицька — на схід Єфремова.
З переходом військ Червоної Армії в контрнаступ під Москвою 3-тя армія брала участь в Єлецькій операції (6 — 16 грудня 1941) і звільненні м. Єфремов (13 грудня). Продовжуючи розвивати наступ у складі Брянського фронту 2-го формування (з 24 грудня), до кінця грудня війська армії вийшли на правий берег річки Зуша, на схід Орла, де перейшла до оборони.
Надалі, обороняючи зайнятий рубіж до літа 1943, війська армії періодично вели наступальні дії з обмеженими цілями й на ряді ділянок поліпшили своє положення.
13 березня 1943 армія була включена до складу Центрального фронту 2-го формування, 27 березня — до складу Орловського фронту (з 28 березня — Брянський фронт 3-го формування).
У липні — серпні 1943 армія брала участь в Орловській стратегічній наступальній операції (12 липня — 18 серпня), 1 вересня — 3 жовтня — у Брянській наступальній операції, при завершенні якої вийшла на лівий берег ріки Сож у районі м. Пропойськ (Славгород).
З 8 жовтня 1943 армія передана Центральному (з 20 жовтня — Білоруський, з 24 лютого 1944 — 1-й Білоруський) фронту й у їхньому складі вела бойові дії в Гомельско-Речицькій (10-30 листопада 1943) і в Рогачевсько-Жлобинській (21-26 лютого 1944) наступальних операціях.
6 квітня 1944 армія була включена до складу Білоруського фронту 2-го формування, 17 квітня — 1-го Білоруського фронту 2-го формування, 5 липня — 2-го Білоруського фронту 2-го формування.
У другій половині 1944 війська армії брали участь у звільненні Білорусі й східних районів Польщі. У Бобруйській (24-29 червня), Мінській (26 червня — 4 липня) і Білостоцькій (5-27 липня) наступальних операціях вони пройшли з боями понад 500 км. Ними були звільнені міста Новогрудок (8 липня), Волковиськ (14 липня), Білосток (27 липня), Остроленка (6 вересня) і Ломжа (13 вересня). Надалі армія вийшла до річки Нарви і зайняла оборону по рубежу Остроленка — Ружани.
У січні 1945 у ході Млавсько-Ельбінгської операції (14-26 січня) війська армії наступали в складі ударного угруповання фронту з ружанського плацдарму в напрямку Вилленберг (Вельбарк), Мельзак (Пененжно).
10 лютого 1945 армія увійшла до складу 3-го Білоруського фронту й у березні брала участь у ліквідації східно-пруського угруповання противника західніше Кенігсберга.
На початку квітня 3-тя армія була виведена в резерв фронту, передислокована в район східніше Кюстрина, 16 квітня включена до складу 1-го Білоруського фронту 2-го формування й у його складі брала участь у Берлінській операції (16 квітня — 8 травня).
Бойові дії армія закінчила 8 травня 1945 на Ельбі, східніше Магдебурга.
У серпні 1945 року армія була розформована, її штаб був спрямований на формування штабу Мінського військового округа.
За мужність, героїзм та високу військову майстерність у боях десятки тисяч її воїнів нагороджено орденами та медалями, а 83 військовослужбовці отримали звання Героя Радянського Союзу.

### Командування
- Командувачі:
  - генерал-лейтенант Кузнецов В. І. (15 вересня 1939 — 25 серпня 1941);
  - генерал-майор Крейзер Я. Г. (25 серпня — 13 грудня 1941);
  - генерал-лейтенант Пшенников П. С. (13 — 28 грудня 1941) — загинув, підірвавшись на міні;
  - генерал-лейтенант Батов П. І. (28 грудня 1941 — 11 лютого 1942);
  - генерал-майор Жмаченко П. Ф. (11 лютого — 12 травня 1942);
  - генерал-лейтенант Корзун П. П. (12 травня 1942 — 26 червня 1943);
  - генерал-лейтенант, з 29 червня 1944 генерал-полковник Горбатов О. В. (27 червня 1943 — 9 липня 1945).

### Військові формуванняу складі армії в роки війни

#### 22 червня1941[11](у складі Західного особливого військового округу)
- 4-й стрілецький корпус (генерал-майор Є. А. Єгоров, район Гродно)
  - 27-ма стрілецька дивізія (генерал-майор О. М. Степанов, район Августов);
  - 56-та стрілецька дивізія (генерал-майор С. П. Сахнов, район Поречьє)
- 21-й стрілецький корпус (генерал-майор В. Б. Борисов, Вітебськ > Івье) — знаходився у другому ешелоні армії[12].
  - 17-та стрілецька дивізія (генерал-майор Т. К. Бацанов, Полоцьк > Ліда)
  - 37-ма стрілецька дивізія (полковник А. Є. Чехарин, Лепель, Витебск > Беняконе, Вороново)
  - 50-та стрілецька дивізія (генерал-майор В. П. Євдокимов, Полоцьк > Крево)
- 11-й механізований корпус (генерал-майор Д. К. Мостовенко, Волковиськ)
  - 29-та танкова дивізія (полковник М. П. Студнєв, Гродно)
  - 33-тя танкова дивізія (полковник М. Ф. Панов, Сокулка)
  - 204-та моторизована дивізія (полковник О. М. Пиров, Волковиськ)
- З'єднання та частини армійського підпорядкування:
  - 85-та стрілецька дивізія (генерал-майор О. В. Бондовський, Гродно)
  - 24-та стрілецька дивізія (генерал-майор К. М. Галицький, Молодечно)[13]
  - 7-ма протитанкова артилерійська бригада (п. Михалово Заблудовського району)
  - 68-й Гродненський укріплений район
- Додані частини[14]
  - 11-та змішана авіадивізія (командир — полковник П. І. Ганичев; базувалася в районі Гродно, Ліда). Мала два винищувальні полки на І-15 біс, І-153, І-16 та один бомбардувальний авіаполк, якій проводив перенавчання льотчиків з СБ на Пе-2, всього 208 бойових літаків (з них 19 несправних).

#### 1 серпня1941року[15](у складі Центрального фронту)
- 66-й стрілецький корпус:
  - 75-та стрілецька дивізія;
  - 232-га стрілецька дивізія;
- 68-й укріплений район;
- 214-та повітряно-десантна бригада;
- 447-й корпусний артилерійський полк [ru];
- окремий артилерійський дивізіон ПТО
- 18-й танковий полк;
- 20-й мотоциклетний полк.

#### 1 грудня1941року[16](у складі Південно-Західного фронту)
- 6-та гвардійська стрілецька дивізія:
- 137-ма стрілецька дивізія;
- 212-та стрілецька дивізія;
- 269-та стрілецька дивізія;
- 283-тя стрілецька дивізія;
- 29-та кавалерійська дивізія;
- 52-га кавалерійська дивізія;
- 569-й артилерійський полк ПТО;
- 6-й гвардійський мінометний полк (без дивізіону);
- 42-й окремий зенітно-артилерійський дивізіон;
- 150-та танкова бригада;
- 78-й окремий інженерний батальйон;
- 513-й окремий саперний батальйон.

## Післявоєнний час (Група радянських військ у Німеччині)
3-тя загальновійськова армія I-го післявоєнного формування була виведена на територію Білорусі, де її управління доукомплектувало управління Білорусько-Литовського військового округу. До її складу до того часу входили 3 стрілецькі корпусі (9 дивізій). Надалі всі з'єднання, окрім 120-ї стрілецької дивізії, були розформовані.
3-тя загальновійськова армія ІІ-го формування веде свою історію від 3-ї Ударної армії часів війни, що в 1950-ті роки іменувалася штурмовою. У той час до складу її 2 корпусів входили чотири дивізії: у 9-му корпусі — 94-та гвардійська стрілецька дивізія та 18-та механізована дивізія (що була у роки німецько-радянської війни — 416-ю стрілецькою дивізією), а в 79-му Берлінському стрілецькому корпусі — 207-ма стрілецька дивізія та 15-та механізована дивізія (у роки німецько-радянської війни 230-та сд). Ще одна дивізія — 11-та танкова дивізія — знаходилася у резерві.
До кінця 1980-х рр. жодна з цих дивізій не залишилася у складі армії — 11-ту танкову і 15-ту механізовану розформували в середині 1950-х рр., а решта були передані до складу інших армій. Дивізії, що прийшли в армію, вже були гвардійські 7-ма, 10-та, 12-та та 47-ма танкові.

### Командування
- Командувачі:
- Члени військової ради:
- Начальники штабів:

### Бойовий склад армії станом на 1988 рік
- Штаб 3-ї загальновійськової Червонопрапорної армії (Магдебург)
- 7-ма гвардійська танкова Київсько-Берлінська ордена Леніна двічі Червонопрапорна ордена Суворова дивізія (Рослау)
  - 55-й гвардійський танковий Васильківський ордена Леніна Червонопрапорний орденів Суворова та Б.Хмельницького полк (Лутерштадт-Виттенберг)
  - 56-й гвардійський танковий Васильківсько-Шепетовський ордена Леніна Червонопрапорний орденів Суворова та Кутузова полк (Цербст)
  - 79-й гвардійський танковий Бобруйський Червонопрапорний орденів Суворова та Кутузова полк (Рослау)
  - 40-й мотострілецький Берлінський полк (Бернбург)
  - 670-й гвардійський самохідно-артилерійський Львівський ордена Червоної Зіркі полк (Кохштадт)
  - 287-й гвардійський зенітний ракетний Львівський ордена Червоної Зіркі полк (Рослау)
- 10-та гвардійська танкова Уральсько-Львівська ордена Жовтневої Революції Червонопрапорна орденів Суворова та Кутузова добровольча дивізія імені Маршала Радянського Союзу Р. Я. Малиновського (Альтенграбов)
  - 61-й гвардійський танковий Свердловсько-Львівський ордена Леніна Червонопрапорний орденів Суворова, Кутузова та Б.Хмельницького полк (Альтенграбов)
  - 62-й гвардійський танковий Пермсько-Келецький Червонопрапорний орденів Суворова, Кутузова та Б.Хмельницького полк (Альтенграбов)
  - 63-й гвардійський танковий Челябінсько-Петроковський Червонопрапорний орденів Суворова та Кутузова полк (Альтенграбов)
  - 248-й гвардійський мотострілецький Унечський ордена Леніна Червонопрапорний орденів Суворова, Кутузова, Б.Хмельницького та О. Невського полк (Шенебек)
  - 744-й гвардійський самохідно-артилерійський Тернопільський орденів Суворова, Кутузова, Б.Хмельницького, О. Невського та Червоної Зіркі полк (Альтенграбов)
  - 359 гвардійський зенітний ракетний Львівський орденів Кутузова, О. Невського та Червоної Зіркі полк (Альтенграбов)
- 12-та гвардійська танкова Уманська ордена Леніна Червонопрапорна ордена Суворова дивізія (Нойруппін)
  - 48 гвардійський танковий Вапнярсько-Варшавський ордена Ленина Червонопрапорний орденів Суворова та Кутузова полк (Нойруппін)
  - 332 гвардійський танковий Варшавський Червонопрапорний ордена О. Невського полк (Нойруппін)
  - 353 гвардійський танковий Вапнярсько-Берлінський Червонопрапорний орденів Суворова та Кутузова полк (Нойруппін)
  - 200 гвардійський мотострілецький Фастівський ордена Леніна Червонопрапорний орденів Суворова та Б. Хмельницького полк (Бург)
  - 117 самохідно-артилерійський полк (Мальвинкель)
  - 933 зенітний ракетний Верхньодніпровський Червонопрапорний ордена О. Невського полк (Бург)
- 47 гвардійська танкова Нижньодніпровська Червонопрапорна ордена Б. Хмельницького дивізія (Хиллерслебен)
  - 26-й танковий Феодосійський ордена О. Невського полк (Хиллерслебен)
  - 153-й танковий Смоленський Червонопрапорний ордена Кутузова полк (Хиллерслебен)
  - 197-й гвардійський танковий Вапнярсько-Варшавський ордена Леніна Червонопрапорний орденів Суворова та Кутузова полк (Хальберштадт)
  - 245 гвардійський мотострілецький Гнезненський Червонопрапорний ордена Суворова полк (Мальвинкель)
  - 99 гвардійський самохідно-артилерійський Померанський Червонопрапорний орденів Суворова та Кутузова полк (Мальвинкель)
  - 1009 зенітний ракетний ордена Червоної Зіркі полк (Хіллерслебен)
- З'єднання та частини армійського підпорядкування
  - 178 окремий вертолітний полк (40 Мі-24; 10 Мі-8) (Борстель)
  - 440 окремий вертолітний полк (40 Мі-24; 30 Мі-8) (Борстель)
  - 36 ракетна бригада (8 ПУ 9К72 «Ельбрус»[18]) (Альтенграбов)
  - 448 ракетна бригада (Борн)
  - 49 зенітно-ракетна бригада (Планкен)
  - 385 артилерійська бригада (72 од. 2С5 «Гіацинт») (Планкен)
  - 323 Режицька інженерно-саперна бригада (Магдебург)
  - 42 бригада матеріального забезпечення (Магдебург)
  - 254 окремий радіотехнічний полк
  - 36 Лодзький Червонопрапорний понтонно-мостовий полк (Магдебург)
  - 105 окремий орденів О. Невського та Червоної Зіркі полк зв'язку (Магдебург)
  - 9 окрема вертолітна ескадрилья (6 Мі-8, 2 Мі-6, 2 Мі-24К, 2 Мі-24Р)[19] (Нойруппін);
  -  ??? окремий десантно-штурмовий батальйон (Нойруппін);
  - 232 окремий батальйон охорони та забезпечення (5 БТР-70, 2 БТР-60) (Магдебург);
  - 10 окремий батальйон РЕБ (Магдебург);
  - 614 окремий батальйон ОСНАЗ (Магдебург);
  - 15 окремий радіотехнічний батальйон (Магдебург);
  - 302 окремий ремонтно-відновлювальний батальйон (Магдебург);
  - 298 окремий ремонтно-відновлювальний батальйон (Магдебург);
  - 458 окремий радіорелейно-кабельний батальйон (Магдебург).